# Ledebouria grandifolia
Ledebouria grandifolia là một loài thực vật có hoa trong họ Măng tây. Loài này được (Balf.f.) A.G.Mill. & D.Alexander mô tả khoa học đầu tiên năm 1996.